# 진달래
진달래(Rhododendron mucronulatum, 영어: Korean rhododendron 또는 Korean rosebay)는 진달래과에 속하는 낙엽활엽 관목이다. 한국·중국·일본·몽골 북부·우수리 등지에 분포한다. 중국 연변 조선족 자치주의 주화이자, 경기도 수원시와 중국 연길시의 시화이기도 하다.

## 이름
꽃을 먹을 수 있고 약에도 쓸 수 있어서 참꽃이라고도 부른다. 꽃 색깔이 붉은 것이 두견새가 밤새 울어 대 피를 토한 것이라는 전설 때문에 두견화(杜鵑花)라고도 한다. 간도지역의 재중동포들은 진달래를 천지꽃, 천지화라고도 부른다.

## 생태
산지의 양지쪽에서 자라며 높이는 2-3m이고 작은가지에 비늘조각이 있다. 잎은 어긋나고 긴 타원상 피침형 또는 도피침형이며, 양 끝이 좁고 가장자리가 밋밋하다. 표면에는 비늘조각이 약간 있고 뒷면에는 비늘조각이 밀생하며 털이 없다. 꽃은 4월에 잎보다 먼저 피고 가지 끝부분의 곁눈에서 1개씩 나오지만 2-5개가 모여달리기도 한다. 화관은 벌어진 깔때기형으로, 지름은 3-4.5cm, 자홍색에서 홍색을 띠고 겉에 털이 있으며 가장자리가 5개로 갈라진다. 수술은 10개이며 수술대 밑부분에 털이 있고 암술은 1개로, 수술보다 훨씬 길다. 열매는 원통형이며 길이 2cm 정도이다. 10월에 짙은 갈색으로 익는데, 다 익으면 다섯 갈래로 터지며, 겉에 비늘 조각이 빽빽하게 난다.
한국에서 가장 큰 진달래 노거수는 가지산 중봉 해발 1100미터 고지에 있는 천연기념물로 지정되어 있는 철쭉나무 노거수 군락지에서 발견되었는데, 키가 3.5m, 땅에 접한 부위의 둘레가 91cm에 달한다.
한국의 대표적인 진달래 군락지는 인천시 강화군의 고려산, 전남 여수시의 영취산, 충남 당진시의 아미산에 있다.

## 변종과 품종
백색 꽃이 피는 것을 흰진달래(R. mucronulatum for. albiflorum (Nakai) Okuyama)라고 한다. 작은가지와 잎에 털이 있는 것을 털진달래(R. mucronulatum var. ciliatum Nakai)라고 하며 바닷가와 높은 산에서 흔히 자란다. 털진달래 중에서 백색 꽃이 피는 것을 흰털진달래라고 하며 해안 근처에서 종종 볼 수 있다. 잎이 더 넓고 넓은 타원형 또는 원형에 가까운 것을 왕진달래라고 한다. 바닷가 근처에서 자라는 것 중에서 잎에 윤기가 있고 양면에 사마귀 같은 돌기가 있는 것을 반들진달래(R. mucronulatum var. lucidum Nakai )라고 하며, 열매가 더 가늘고 긴 것을 한라산진달래(R. mucronulatum var. taquetii Nakai)라고 한다. 키가 작고 꽃도 작으며 5개의 수술이 있는 것을 제주진달래(R. mucronulatum var. chejuense Davidian)라고 하며 한라산 정상 근처에서 자란다.

## 쓰임새

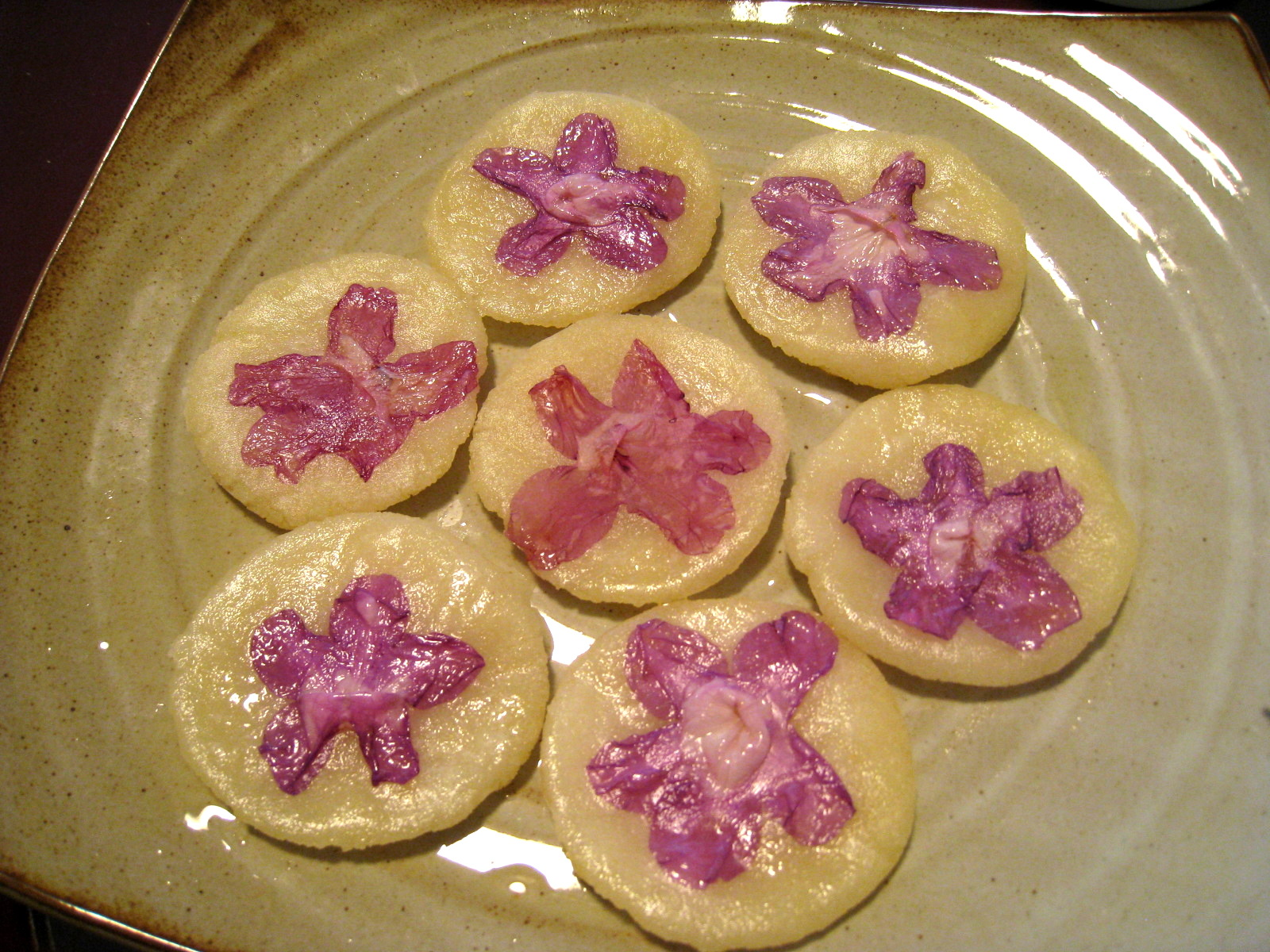
진달래 화전

꽃이 아름다워서 관상용으로 심기도 하며, 꽃으로 삼월 삼짇날 무렵에 화전(花煎)을 만들어 먹거나 또는 진달래술(두견주)을 담그기도 한다. 한방에서는 꽃잎이 조경(調經)·활혈(活血)·진해(鎭咳)의 효능이 있다 하여 혈압강하제·토혈 등에 쓰며, 월경불순·폐경·해소·고혈압 등의 증상에 유효하다고 한다. 민간에서는 꽃잎을 꿀에 재어 천식에 먹는다.
생약으로는 꽃 또는 잎을 쓰며 산정촉(山鄭蠾)이라 한다. 플라보노이드 화합물이 함유되어 있으며, 이뇨제로서 류머티즘, 통풍 등에 쓴다.

## 문화 속의 진달래
신윤복은 혜원풍속도첩(蕙園風俗圖帖)에 봄의 정경을 많이 담았는데, 특히 진달래를 자주 등장시켰다.

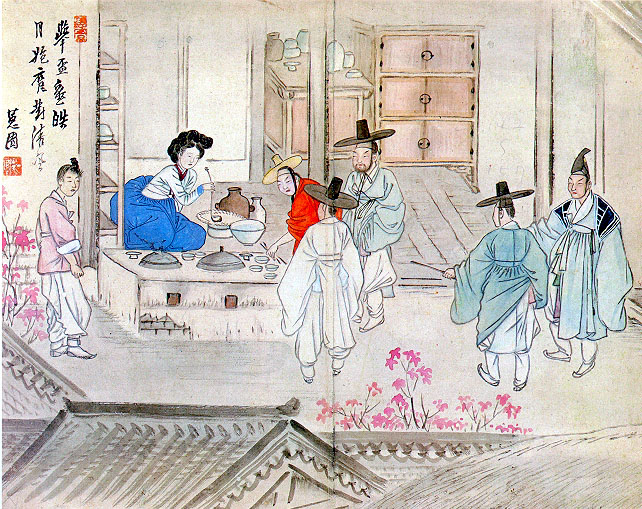
선술집 주변에 진달래가 피었다.
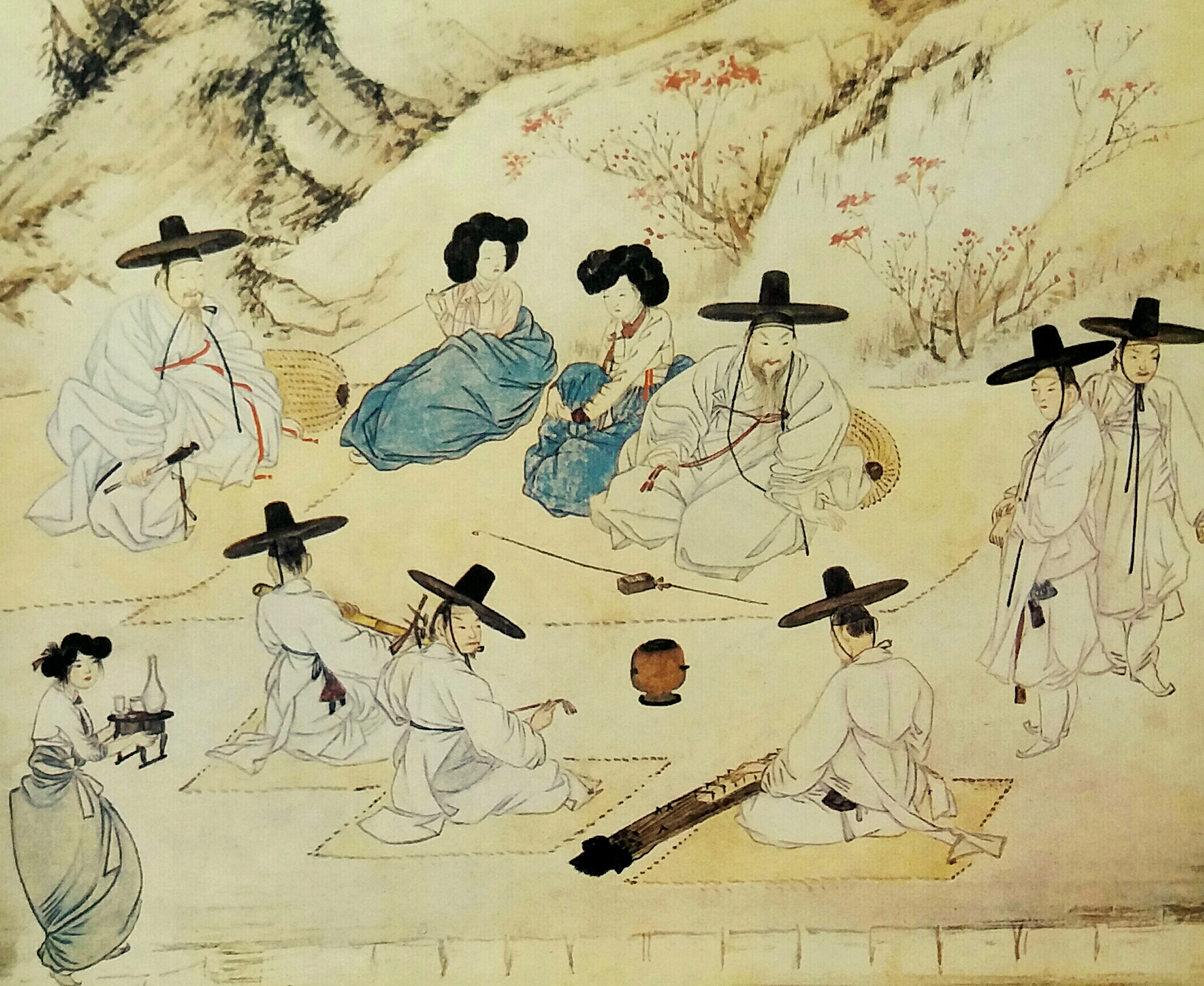
꽃놀이 하는 뒷동산에 핀 진달래
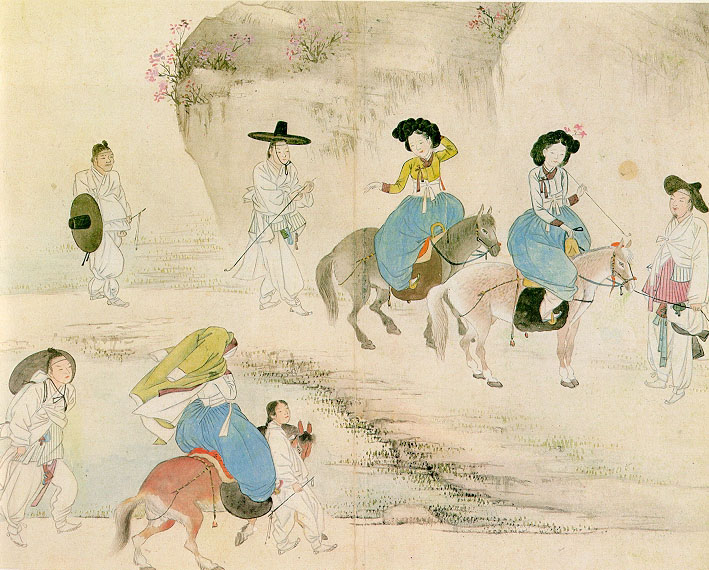
뒤편 바위에도, 꽃놀이 다녀오는 여인의 머리에도 피고 놓인 진달래

## 국화 후보로서의 진달래
무궁화 대신 새로운 국화를 제정하자고 주장하는 측에서 새 국화 후보 1순위로 미는 꽃이 진달래다. 우리나라 전역에서 자생하는데다, 위에서 설명되어 있듯이 영어로 korean rosebay라 부르기도 하고, 또 민족적으로도 높이 평가되어 온 꽃이라는 것이라는 이유에서다.

## 재배 및 관리
산성 토양을 좋아하므로, 마사토에 피트모스 또는 잘게 썬 이끼를 30퍼센트 섞은 흙에 심는다. 반음지식물이지만 양지에서도 잘 자란다. 정남향보다는 동남향이나 서남향을 더 좋아한다. 노지에서 월동 가능하며, 건조한 땅보다는 적당히 습한 곳에서 더 잘 자란다. 씨뿌리기, 포기나누기, 꺾꽂이를 통해 증식한다.
일본 진달래의 나무 200369년에 폈음
400년 은 일본에서 주황색 일본 진달래
라고 부름